# Sévérac-l'Église
Sévérac-l'Église era una comuna francesa situada en el departamento de Aveyron, de la región de Occitania, que el 1 de enero de 2016 pasó a ser una comuna delegada de la comuna nueva de Laissac-Sévérac-l'Église al fusionarse con la comuna de Laissac.

## Demografía
| Gráfica de evolución demográfica de Sévérac-l'Église entre 1800 y 2013 |
|                                                                        |

Los datos demográficos contemplados en este gráfico de la comuna de Sévérac-l'Église se han cogido de 1800 a 1999 de la página francesa EHESS/Cassini, y los demás datos de la página del INSEE.